# Margaret Thatcherová
Margaret Hilda Thatcherová, baronka Thatcherová z Kestevenu, LG, OM, DStJ, PC, FRS, HonFRSC, (nepřechýleně Thatcher, rozená Roberts; 13. října 1925 Grantham – 8. dubna 2013 Londýn) byla britská politička, předsedkyně vlády Spojeného království a vůdkyně Konzervativní strany. Byla první ženou v čele britské vlády a nejdéle sloužícím britským premiérem ve 20. století.
Do aktivní politiky se zapojila v 50. letech 20. století. V roce 1959 byla zvolena do Dolní sněmovny jako poslankyně za britskou Konzervativní stranu. V roce 1970 ji předseda vlády Edward Heath jmenoval ministryní pro školství a výzkum. Po Heathově prohře v obou únorových i říjnových volbách roku 1974 byla zvolena vůdkyní Konzervativní strany. V roce 1979 se stala po předčasných volbách ministerskou předsedkyní, kterou zůstala více než jedenáct let až do roku 1990. Po skončení politické kariéry se stala členkou Sněmovny lordů, avšak v posledních měsících života se již jejích zasedání neúčastnila.
Ve svém působení v čele britských vlád po dobu tří volebních období prosazovala konzervativní hodnoty a politiku rázných ekonomických a sociálních reforem, které měly posílit tržní hospodářství. Tato politika, která dostala název thatcherismus, byla založena na ekonomickém liberalismu a obsahovala prvky jako snižování daní, omezování vlivu odborů a regulaci imigrace. Pro svou nekompromisnost a rozhodnost získala Thatcherová přezdívku Železná lady. Prosazovala také samostatnou a silnou zahraniční politiku Spojeného království Velké Británie a Severního Irska, jejímž výrazem byly četné výjimky, které pro zemi získala v rámci Evropské unie, a také válka o Falklandy v roce 1982.

## Mládí a vzdělání
Narodila se ve městě Grantham v hrabství Lincolnshire v Anglii. Její otec Alfred Roberts vlastnil hokynářství a byl aktivní v komunální politice jako příslušník liberální strany. Byl též laickým metodistickým kazatelem. V roce 1952 přišel o své křeslo v městské radě, když ve volbách vyhrála Labouristická strana. Měla sestru Muriel.
Nejprve docházela na základní školu v Kestevenu a později studovala Somerville College v Oxfordu. V roce 1944 začala studovat chemii na Oxfordské univerzitě a nějaký čas poté pracovala jako chemická laborantka. Později vystudovala v Oxfordu i práva.

## Politická činnost
Od začátku 50. let byla aktivní v komunální politice v Dartfordu, v roce 1959 byla poprvé zvolena do Dolní sněmovny. V době vlády Konzervativní strany (do roku 1964) byla aktivní v oblasti sociálního zabezpečení. Během svého působení v opozici byla postupně mluvčí konzervativců pro oblast bydlení a venkova, stínovou ministryní financí, poté průmyslu a nakonec stínovou ministryní školství. Jako jedna z mála konzervativních poslanců a poslankyň například v 60. letech podpořila dekriminalizaci mužské homosexuality. V roce 1988 nicméně její vláda prosadila zákon, který zakazoval „propagaci homosexuality“, známější jako článek 28.

### Ministryně školství
Roku 1970 byla jmenována ministryní školství ve vládě Edwarda Heatha. Veřejné protesty vyvolalo její zrušení podávání mléka zdarma pro školní děti do 11 let. Její činnost v úřadě byla zaměřena na podporu úplného sekundárního školství na úkor prostého základního. Podařilo se jí též uchránit nově zřízenou Open University před zrušením. Současně omezovala finanční prostředky neproduktivním vzdělávacím programům,[zdroj?] čímž si znepřátelila levicové akademické funkcionáře (jichž byla na univerzitách většina).[zdroj?]

### V čele opozice
Po prohře Konzervativců ve volbách v roce 1974 se stala stínovou ministryní životního prostředí. 11. února 1975 byla po odstoupení Edwarda Heatha zvolena vůdkyní Konzervativní strany. V zahraniční politice vystupovala útočně proti Sovětskému svazu, jeden z jejích projevů jí vynesl v sovětských novinách Rudá hvězda přezdívku Železná lady. Thatcherová přestala podporovat dřívější iniciativy konzervativců k přenesení vládních kompetencí pro Skotsko, kritiku vyvolaly i její výroky o lidech jiné barvy pleti.[zdroj?]
V zimě 1978–1979 dokázala dobře využít vlny stávek a rostoucí nezaměstnanosti za labouristické vlády a zvítězila ve volbách roku 1979.

### Předsedkyně vlády
Předsedkyní vlády Spojeného království se Margaret Thatcherová stala 4. května 1979 a jako hlavní úkoly si vytyčila zastavení ekonomického propadu a zeslabení role státu v národním hospodářství. V zahraniční politice se snažila posílit pozici Spojeného království, zejména prostřednictvím spolupráce se Spojenými státy americkými (USA), vedenými prezidentem Ronaldem Reaganem.

#### Domácí politika
Počátkem své vlády musela čelit hladovce přívrženců Irské republikánské armády, kteří se domáhali obnovení statutu politických vězňů pro své kolegy. Přestože tyto požadavky odmítla, připustila v Anglo-irské dohodě z roku 1985 právo Irské republiky na společný dohled nad situací v Severním Irsku.
V ekonomické oblasti šlo o přívrženkyni teoretického směru zvaného monetarismus, amerického ekonoma Miltona Friedmana. Měla ale také blízko k tzv. rakouské škole ekonomie[zdroj?], jejímž čelným představitelem byl Friedrich August von Hayek, ačkoliv monetarismus a rakouská škola se od sebe značně liší například v oblasti peněžní politiky. Upřednostňovala nepřímé daně před daněmi přímými, především před daní z příjmu.
Když Margaret Thatcherová převzala vládu, Velká Británie, nazývaná "nemocným mužem Evropy", procházela obdobím hluboké stagnace. Propadla se z 1. místa v Evropě na místo 4. (za SRN, Francii a Itálii) jak v růstu HDP, tak v paritě kupní síly a v letech po ropné krizi a pádu akcií v roce 1973 dokonce její HDP klesal. Státní podniky, zaměstnávající přes 30 % pracovních sil, krachovaly jeden po druhém. Velká moc odborů bránila jejich restrukturalizaci či jejich likvidaci. Výdaje vlády přitom stále rostly, vzdor klesajícímu HDP a tak se Británie stále více zadlužovala. Roční míra inflace se pohybovala kolem 18 %.
Prvními opatřeními její vlády tedy bylo snižování vládních výdajů, snížení, či zastavení podpory krachujícím podnikům, privatizace podniků, které ještě bylo možné zachránit a stabilizace cen.
Okamžitým výsledkem těchto opatření bylo prudké zvýšení nezaměstnanosti z 1 milionu na tři miliony v roce 1984 (z necelých 5 % na více než 12 %), na což nebyla Británie ani zvyklá, ani připravená. To vyvolalo mohutné protesty odborů, které vyvrcholily stávkou pořádanou Odborovým svazem horníků, který nesouhlasil s uzavřením dvaceti ztrátových dolů. Stávka, trvající od března 1984 do dubna 1985, byla soudem prohlášena za nezákonnou, protože vůdce svazu Arthur Scargill odmítl vyhlásit hlasování o jejím konání. Následkem neúspěšné stávky bylo uzavření dvaceti pěti dolů ihned, další (celkem 97) byly uzavřeny postupně do roku 1992.
Boj proti stávce horníků byl součástí jejího úsilí o oslabení doposud velmi silného vlivu odborů v hospodářském životě Spojeného království. V důsledku její politiky bylo odborové hnutí na několik let ochromeno a demoralizováno.
Od druhé poloviny roku 1984 nezaměstnanost klesala až do konce její vlády, kdy činila 7 %.
Inflaci se podařilo stabilizovat již v roce 1981; během prvního období výrazně klesla, v druhé polovině 80. let začala opět mírně stoupat.
Výsledkem politiky Thatcherové a Konzervativní strany bylo vítězství ve volbách v roce 1983, kde konzervativci získali většinu 397 křesel (oproti 339 ve volbách v roce 1979).
V druhém volebním období se zaměřila na redukci státního vlivu v ekonomice a zahájila rozsáhlou privatizaci státem vlastněných podniků. Tyto kroky v oblasti hospodářské politiky vyvolaly řadu protestů. Například její mateřská Oxfordská univerzita jí odmítla udělit čestný doktorát, který zpravidla dostávali absolventi, kteří se stali předsedy vlády. Prosadila také přesunutí části daní na lokální úroveň. Tyto daně byly však poté výrazně vyšší a nepopularita těchto dávek byla pravděpodobně jednou z hlavních příčin jejího politického pádu. Druhou stranou privatizace byl výrazný nárůst počtu akcionářů ve Spojeném království.

##### Atentát

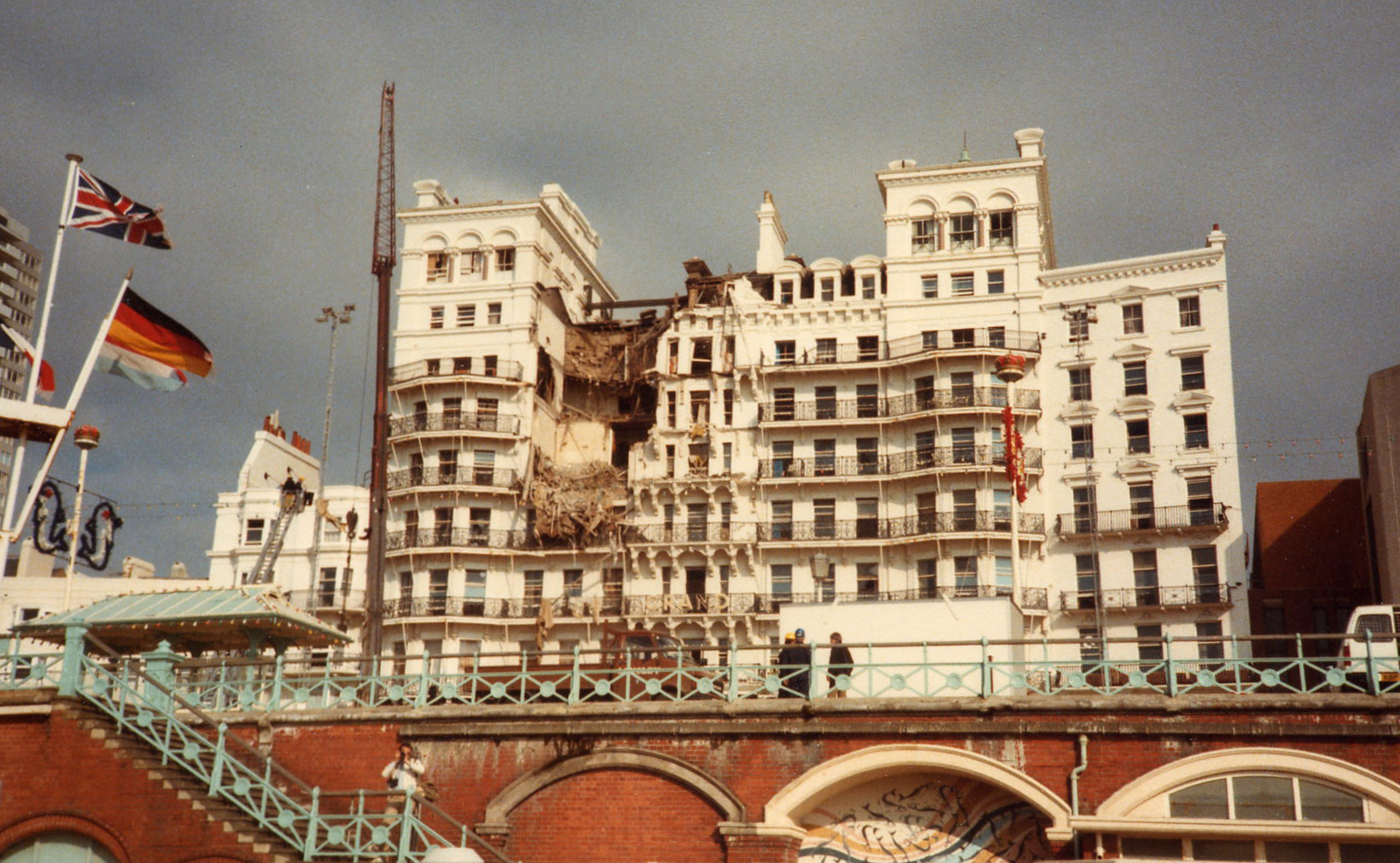
Grand Hotel v Brightonu po výbuchu

Dne 12. října 1984 ve 2:54 ráno se Thatcherová a další vládní politici, ubytovaní kvůli konferenci strany v Grand Hotelu v Brightonu, stali terčem bombového atentátu. Výbuch hotel významně poničil a zabil 5 lidí. Thatcherová však vyvázla bez zranění, mj. proto, že v daném okamžiku stále pracovala na projevu, který měla na konferenci přednést. K útoku se přihlásila IRA, která usilovala o odtržení Severního Irska od Británie. „Dnes jsme neměli štěstí... Ale pamatujte, že nám stačí mít štěstí jenom jednou. Vy ho budete potřebovat pořád,“ uvedli tehdy teroristé. Útok cílil na premiérku za její tvrdý postoj, který zaujala v roce 1981 vůči vězněným teroristům, kteří si chtěli hladovkou vynutit status politických vězňů. Thatcherová nepřistoupila na vyjednávání a deset hladovkářů tehdy zemřelo.

#### Politika v rámci Evropského společenství
V roce 1979 na konferenci v Dublinu požadovala zaručení zpětných plateb tehdejšího Evropského hospodářského společenství (EHS) Spojenému království minimálně v takové výši, jaké dosahovaly vlastní britské platby. Od roku 1984 byl Spojenému království přiznán každoroční rabat ve výši 66 % rozdílu mezi platbami pro potřeby Evropského společenství, nyní Evropské unie (EU), a britskými příjmy od něj. Spory o jeho redukci byly na evropské úrovni vedeny po celou dobu členství Spojeného království v EU. Koncem 80. let se dostala do rozporu s ministrem financí Nigelem Lawsonem, který připravoval Británii na vstup do Evropského měnového systému (EMS). Tento první krok k ustavení společné evropské měny (eura) a eventuálnímu zrušení britské libry za svou zemi odmítla. V důsledku toho si Spojené království dodnes ponechalo svou vlastní měnu.

#### Zahraniční politika

Jak Margaret Thatcherová, tak americký prezident Ronald Reagan prosazovali deregulaci cen, menší úlohu vlády a větší vliv volného obchodu místo centrálního řízení ekonomiky.

V 80. letech její vláda odmítala politiku embarga OSN vůči režimu apartheidu v Jihoafrické republice, i když embargo v podstatě dodržovala;[ujasnit] Africký národní kongres, za nějž byl později zvolen prezidentem Nelson Mandela, označila v roce 1987 za „typickou teroristickou organizaci“.
2. dubna 1982 provedli Argentinci invazi na Falklandy, což je britské zámořské území, na které Argentina uplatňuje nárok již od jeho obsazení Velkou Británií v roce 1830. Po dvou měsících a těžkých ztrátách na lodích Argentiny i Spojeného království byly boje ukončeny britským vítězstvím. Současně byly posíleny vztahy s vojenskou diktaturou Augusta Pinocheta v Chile; Thatcherová mimo jiné obdivovala reformy ve prospěch volného trhu, jež jeho režim prosadil.
Válka byla spojena se vzedmutím militaristické vlny ve Spojeném království. Její úloha ve válce o Falklandy vzbuzuje dodnes kontroverze, nicméně její volební preference během války vzrostly a umožnily jí překonat nepříznivé vlivy v prvním období jejího vedení země, trápené vysokou nezaměstnaností a inflací.
Ve studené válce mezi západními demokraciemi a tzv. socialistickým táborem trvala až do roku 1984 na ostře protisovětském postoji. I poté tuto svoji politiku jen zmírnila s ohledem na změny v samotném Sovětském svazu po nástupu Michaila Gorbačova do vedení této velmoci.
V době masového mezinárodního hnutí za jaderné odzbrojení a převahy politiky détente v Západní Evropě svolila k přítomnosti amerických lodí s atomovými hlavicemi v britských vodách. Toto rozhodnutí vedlo Sovětský svaz k tomu, že znovuzprovoznil flotilu ponorek 667A třídy Yankee a začal tak svými 24 ponorkami s 16 jadernými sily ohrožovat pobřeží Spojeného království a USA. Toto opatření vedlo až ke střetu dvou ponorek 3. října 1986 a potopení sovětské ponorky K-219 po srážce s americkou ponorkou. Po této události, po které v Sargasovém moři leží na dně sovětská ponorka s 48 jadernými hlavicemi a dvěma jadernými reaktory, a po Černobylské jaderné havárii došlo v roce 1987 k uzavření Smlouvy o likvidaci raket středního a krátkého doletu i přes její nesouhlas.
Podle bývalého německého kancléře Helmuta Kohla byla Thatcherová po skončení studené války odpůrkyní znovusjednocení Německa. Její aktivní angažmá proti rychlému sjednocení Německa potvrzují i dokumenty zpřístupněné veřejnosti britským ministerstvem zahraničí v roce 2009.
V roce 1984 uzavřela během své návštěvy tehdejší britské korunní kolonie Hongkongu smlouvu s Čínou o připojení této kolonie k Čínské lidové republice s platností od roku 1997 s tou výhradou, že následujících 50 let bude zachována politická autonomie Hongkongu s četnými, obzvláště ekonomickými privilegii a odlišnostmi.
Za její vlády byla za britské účasti zahájena první válka v Perském zálivu, která vedla k osvobození Irákem okupovaného státu Kuvajt.

## Politický pád
Patřila k nejméně populárním ministerským předsedům Velké Británie. Její popularita nepřekročila 50 %, s výjimkou války o Falklandy, kdy její popularita dosáhla 55 %. Konzervativní strana jako taková byla po celou dobu její vlády oblíbenější, než její vůdce.
Její nepopularita byla spojena především se škrty ve veřejných výdajích a s ostrým postupem proti odborům. Ty sice často ochromovaly zemi stávkami, nicméně tvrdý postup ze strany vlády přispěl k eskalaci napětí, jehož symbolem se stala 11 měsíců trvající stávka horníků proti propouštění na severu Anglie. Horníci boj nakonec vzdali, nezaměstnanost ale na počátku 80. let stoupla na tři miliony.
Koncem 80. let rapidně klesala popularita Konzervativní strany, a poté, co konzervativci prohráli evropské volby v červnu 1989, narůstalo napětí a pochybnosti ohledně jejího předsednictví i uvnitř strany. Na jaře 1990 klesla popularita konzervativní strany na 30 %, naopak popularita labouristů stoupla na 53 %.
Nespokojenost s vládou byla vyvolána především zavedením obecní daně, všeobecně známé jako „Daň z hlavy.“ Jednalo se o jednotnou daň, kterou měli přispívat všichni registrovaní voliči v dané obci na komunální služby. Výše daně nebyla vázaná na výši nemovitého majetku jako tomu bylo dříve, kdy platili daň pouze majitelé domů, zatímco nájemníci daň neplatili. Počet plátců daně se měl zvýšit ze 14 miliónů na 38 miliónů obyvatel.
Symbolem protestů se stala tzv. „Bitva na Trafalgaru“, což bylo označení pro londýnské nepokoje proti dani z hlavy. Margaret Thatcherová měla po celou dobu svého vládnutí v konzervativní straně své odpůrce (tzv. „wets“ – mokří), odpor proti její politice i stylu vedení vlády se zvyšoval. Když 1. listopadu 1990 rezignoval její zástupce a dlouholetý spolupracovník sir Geoffrey Howe, přišla o důležitého spojence. Hlavním důvodem Howeova odstoupení byla premiérčina protievropská politika.
Kombinace těchto tří faktorů vedla členy konzervativní strany k tomu, že o jejích schopnostech vyhrát blížící se volby začali silně pochybovat. Obávali se, že jim měnová politika a daňové škrty spolu s chystanou daní z hlavy uberou potřebné voličské hlasy. Než aby riskovala oficiální sesazení ve druhém kole volby předsedy Konzervativní strany roce 1990, raději sama odstoupila a přenechala post Johnu Majorovi, kterého si sama přála za svého nástupce.

## Po odchodu z vlády

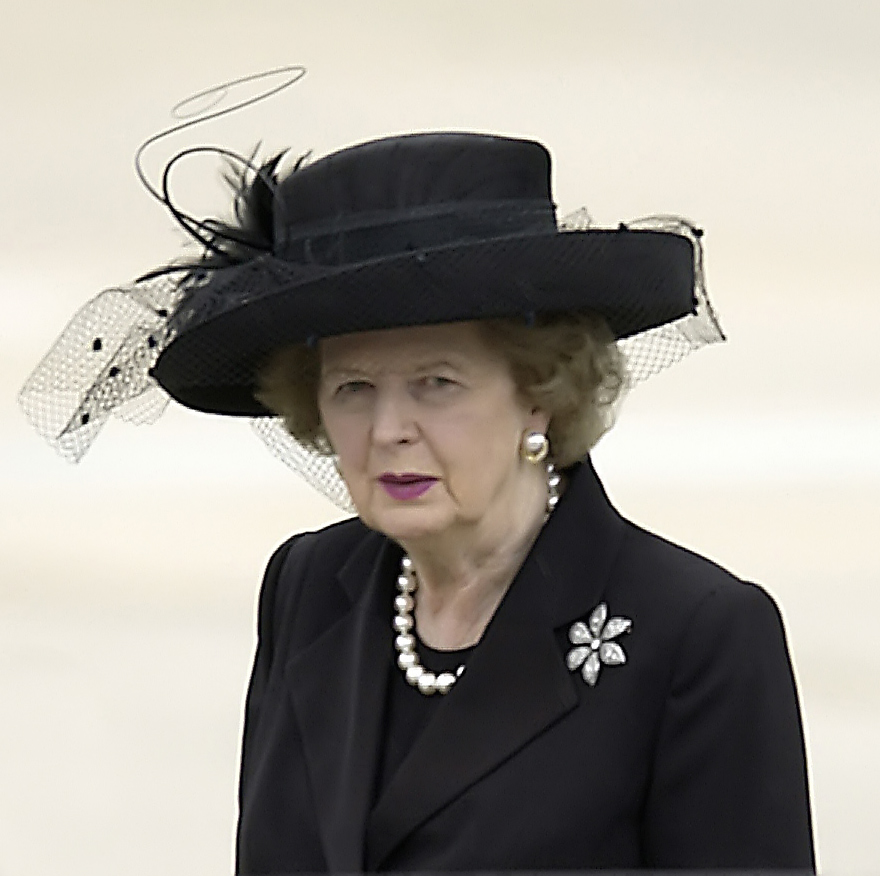
Margaret Thatcherová na pohřbu Ronalda Reagana v roce 2004

Po odchodu z předsednictví britské vlády zůstala nadále politicky aktivní. Kriticky se vyjadřovala například k Maastrichtské smlouvě o prohloubení politické spolupráce v rámci EU.
V roce 1992 byla Margaret Thatcherová povýšena do doživotního šlechtického stavu (tzv. life peerage) jako baronka (Baroness Thatcher of Kesteven). Tím získala členství ve Sněmovně lordů. V roce 1995 obdržela baronka Thatcherová nejvyšší britský řád, kterým je Podvazkový řád (Order of the Garter), udělovaný anglickými panovníky již od středověku. V roce 1998 se Thatcherové dostalo ocenění Ronald Reagan Freedom Award.
Na podzim 1998 přicestoval do Británie bývalý chilský diktátor Augusto Pinochet, přítel Thatcherové; byl zde zatčen a následně měl být souzen pro zločiny proti lidskosti. Thatcherová jej výslovně podpořila, navštívila jej v bytě poblíž Londýna a znovu ocenila jeho pomoc během války o Falklandy.
V roce 2008 se objevily zprávy o jejím zhoršujícím se zdravotním stavu. Podle lékařů a rodiny docházelo ke zhoršování jejích duševních schopností.
Roku 2011 vznikl britský životopisný film o její osobě pojmenovaný Železná lady, v jehož hlavní úloze vystupuje herečka Meryl Streepová. Ta za roli Margaret Thatcherové získala Oscara za nejlepší herečku v hlavní roli.
Zemřela 8. dubna 2013 po mozkové mrtvici ve věku 87 let v hotelu Ritz v Londýně, kde bydlela od Vánoc 2012 vzhledem k tomu, že měla potíže s vyjitím schodů ve svém domě na Chester Square. Několik posledních let měla silné zdravotní potíže. S ohledem na její vůli neměla přímo státní pohřeb. Pohřeb se konal jako obřadní s vojenskými poctami 17. dubna 2013 s bohoslužbou v katedrále svatého Pavla.

## Rodina
Od roku 1951 byla provdaná za obchodníka Denise Thatchera, který zemřel roku 2003. V roce 1953 se manželům Thatcherovým narodila dvojčata, dcera Carol a syn Mark.

## Zajímavosti
V roce 1990 přijala čestné členství, které jí udělilo Masarykovo demokratické hnutí.
V září 1990 a znovu v listopadu roku 1999 navštívila Prahu. Dne 17. listopadu 1999 na Žižkově na náměstí Winstona Churchilla společně s předsedou Poslanecké sněmovny PČR Václavem Klausem odhalila sochu britského státníka Winstona Churchilla.
V českém překladu vyšly dvě její knihy:
- Roky na Downing Street (The Downing Street Years). Praha: Naše vojsko, 1996. 627 s. ISBN 80-206-0471-5.
- Umění vládnout: strategie pro svět v pohybu (Statecraft). Překlad Aleš Lederer. Praha: Prostor, 2003. 444 s. ISBN 80-7260-089-3.